# 小池美由
小池 美由（こいけ みゆ、1994年（平成6年）1月19日 - ）は、日本のアイドル、歌手、女優。神奈川県愛甲郡愛川町出身。身長：144cm。株式会社カザミアエンターテイメント所属、業務提携先はワタナベエンターテインメント。
　

## 来歴
2010年頃より、クリニカ名義でコスプレイヤーとして活動する傍ら、C*LOVERというアイドルグループに研究生として所属していた。しかし、研究生から正規メンバーへの昇格を待たずしてグループが解散してしまう。
2012年12月より本格的に歌手としてのソロ活動を開始、インディーズCDを多数発表する。
2014年3月15日テレビ東京系列にて放送された『ゴッドタン』の「このアイドル知ってんのか!?2014」という企画の中で「とにかく苦労してる次世代アイドル」1位としてスタジオへと出演し、大きな反響を呼ぶ。
その結果、6月25日にビクターレコーズよりメジャーデビューが決定した。自身が作詞を手掛けるファーストシングル「宇宙かくれんぼ」でオリコンデイリー12位を獲得する。
また、8月8日には楽天オークションのPR大使に就任した。同年11月には英国最大の日本フェス「HYPER JAPAN 2014」にゲスト出演する。
2015年1月、テレビ東京『アニメマシテ』、1月オープニングテーマのメジャーシングル「泣き虫Princess」でオリコンデイリー7位を獲得。同年3月より求人情報会社であるクリエイト「バイトジャングル」「ジョブターミナル」のイメージキャラクターに就任し、CM出演している。同じく3月より文化放送『レコメン!』ケータイDJ火曜レギュラーとして出演している。
2015年12月より株式会社ワタナベエンターテインメントと業務提携を結んだ。
2016年7月23日より、インターネット放送局AbemaTV『Abema Wave サタデーナイト』の司会を務める。
ビクターレコーズから徳間ジャパンコミュニケーションズへの移籍を発表した。また、2017年2月8日に「恋する二人は」をリリースする事を発表した。同曲は、OKAMOTO'Sのオカモトコウキが作詞・作曲を行い、ハットリクミコ（シナリオアート）、ハマ・オカモト、八木類（Czecho No Republic）らが参加する。また、カップリング曲「ひとりごと」は小池美由本人が作詞を手がけている。
2018年10月29日放送のテレビ東京『おはスタ』で、同番組の月曜レギュラー出演者・サンシャイン池崎の衣装にそっくりのノースリーブシャツと青い短パン、鉢巻きに赤のランニングシューズという格好で、さらに池崎への弟子入り希望というキャラクターの「サンシャイン小池崎」という別名で登場した。
2023年3月、宮城大樹との結婚を発表。

## 人物
- 栄養士の資格を取得している[13]。
- 自身のブログの記述によれば妹と弟が各一人いる。

## ディスコグラフィ

### シングル

#### インディーズ
bit Groove Recordsよりリリース
- Love Kiss/恋色（2012年12月2日）
- Shooting Star/Love Love Train（2012年12月22日）
- Happy Lucky Birthday（2013年1月19日）
- 大好き（2013年3月6日）
- お願い（2013年5月25日）
- 夏休み（2013年6月8日）
- キミをみつめてる（2013年7月24日）

#### メジャー
- 宇宙かくれんぼ c/w 大好き（2014年6月25日）

ビクターエンタテインメント：VICL-36921 - 36925（通常盤 赤、初回版 緑・青・黄・ピ）
- 泣き虫Princess c/w 強がりあまのじゃく（2015年1月14日）

ビクターエンタテインメント：VICL-37003 - 37007（通常盤 A、初回版 B・C・D・E）
- 恋する二人は c/w ひとりごと （2017年2月8日）

徳間ジャパンコミュニケーションズ：VKCA-74478 - 74480（通常版 A・B・C）
- ナイストラベル c/w 〜（※読み：チルダ）（2017年8月30日）

徳間ジャパンコミュニケーションズ：TKCA-74527 - 74529（通常版 A・B・C）

### DVD

#### インディーズ
bit Groove Recordsよりリリース
- 小池美由 Music Video DVD Vol.1（2013年1月19日）

1. Love Kiss
2. Love Love Train
3. Shooting Star

- 小池美由 Music Video DVD Vol.2（2014年1月19日）

1. 大好き
2. 夏休み

#### メジャー
- 宇宙かくれんぼ c/w 大好き（2014年6月25日）

ビクターエンタテインメント：VICL-36921 - 36925（通常盤 赤、初回版 緑・青・黄・ピ）
- 泣き虫Princess c/w 強がりあまのじゃく（2015年1月14日）

ビクターエンタテインメント：VICL-37003 - 37007（通常盤 A、初回版 B・C・D・E）

## ライブ・イベント
- 小池が好きなことを好きなだけやる!（2013年1月19日、渋谷道玄坂カフェ）
- 小池さんのわがまま。（2013年6月8日、渋谷MilkyWay）
- 小池美由サマースペシャルライブvol.1（2013年7月24日、フジアール東京湾納涼船）
- 小池美由サマースペシャルライブvol.2（2013年8月29日、フジアール東京湾納涼船）
- 小池のクリスマス会（2013年12月22日、渋谷道玄坂カフェ）
- 小池美由生誕二十周年記念祭〜二十周年っていうとおめでたい感じ100倍だよ!〜（2014年1月19日、渋谷MilkyWay）
- 小池のエイプリルフール（2014年4月1日、赤坂GENKI劇場）
- 小池の謎解きかくれんぼ in 花やしき（2014年7月12日、浅草花やしき）
- 小池美由サマースペシャルイベント2014「東京湾納涼船一日船長」（2014年7月30日、フジアール東京湾納涼船）
- 小池のスポーツが苦手な人のためのスポーツ大会（2014年8月10日、新宿スポーツセンター 小体育室）
- Hyper Japan 2014 Christmas Market（2014年11月16日、Olympia London（ロンドン））
- X’mas Special Event【小池のクリスマス会2014】（2014年12月23日、都内某所）
- 小池と初詣。（2015年1月3日、明治神宮）
- 小池美由バースデーイベント（2015年1月19日、池袋ニコニコ本社スタジオ）
- 月刊小池美由 Vol.1 夏号（2016年9月1日、表参道GROUND）
- 月刊小池美由 Vol.2 冬号（2017年1月19日、表参道GROUND）

ソロ活動開始後、多数のワンマンライブを開催。
その他、関東地方を中心に、北海道・中部・関西・中国・沖縄地方など全国各地でライブ活動、ポケモン交換の旅を行なっている。

## 出演

### テレビ番組
- 土曜BangBang!II（チバテレビ、2013年6月1日・8月3日）
- ウタ娘（テレビ埼玉、2013年6月28日・9月6日・11月22日・2014年1月31日・3月21日・28日・5月16日・23日）
- GirlsNews～エンタメ! #8（アイドル専門チャンネルPigoo、2013年12月1日）
- ゴッドタン（テレビ東京、2014年3月15日・22日・5月3日・17日・10月4日・2015年1月24日・9月19日・11月28日・12月12日・2016年1月23日・3月26日・4月30日・5月7日・7月30日・11月5日・12日・2017年2月11日）
- バイキング（フジテレビ、2014年4月10日）
- エンダン（NOTTV、2014年4月25日）
- コカタクちゃん（NOTTV、2014年5月5日・12日）
- GirlsNews～エンタメ!β #3 #16（アイドル専門チャンネルPigoo、2014年6月4日・7月4日）
- ビリカム #6、#7（中京ケーブルネットワーク 他、2014年6月21日・28日）
- BEATNIKS（岩手めんこいテレビ、2014年7月）
- ナカイの窓（日本テレビ、2014年8月6日・2016年2月24日）
- POP PARADE（テレビ神奈川、2014年8月28日）
- 告白女子 #71・#72（岩手めんこいテレビ、2014年8月31日・9月7日）
- GirlsNews～エンタメ! #18（アイドル専門チャンネルPigoo、2014年9月3日）
- 痛快!明石家電視台（毎日放送、2014年10月6日）
- TOKYO IDOL FESTIVAL 2014 SP19 「フリースタイル・バラエティ系アイドル」（フジテレビNEXT、2014年10月9日）
- ポケモンゲット☆TV（テレビ東京、2014年11月2日）
- 特番テレビ コレスポンダー（フジテレビ、2014年12月28日）
- アフロの変（フジテレビ、2015年1月15日）
- アニメマシテ（テレビ東京、2015年1月27日）
- ゲーム王 リアル大脱出!～ホワイトデー　密室の悲劇!?～（ABC朝日放送、2015年3月14日）
- お願い!ランキング「イチモクサン」（テレビ朝日、2015年3月17日）
- アルコ&ピースの業界!ワークプリーズ #14・#15・#22（テレ朝チャンネル、2015年6月27日・7月25日・2016年2月27日）
- 有田チルドレン（TBSテレビ、2015年8月25日）
- 行列のできる法律相談所（日本テレビ、2015年10月18日）
- 誰も知らない明石家さんま 史上最大のさんま早押しトーク（日本テレビ、2015年11月22日）
- ダウンタウンDX（読売テレビ、2015年12月3日・2017年3月23日）
- 踊る!さんま御殿!!（日本テレビ、2015年12月8日）
- 生放送!! 私立輝女学園 SEASON 2!!（J:COMチェンネル、2015年12月12日・19日）
- 妖怪ウォッチ ウォッチクイズ（BSスカパー!、2015年12月12日）
- アイドルNEWYEARサミット2016（フジテレビ、2015年12月31日）
- えりぬきアイドルがその場で調べるニュースの結論（略して）バラ売り（Kawaiian TV、2016年2月6日）
- 優しい人なら解ける クイズやさしいね（フジテレビ、2016年2月16日）
- 指原カイワイズ（フジテレビ、2016年2月17日）
- NHK高校講座ベーシック数学（NHK教育テレビジョン、2016年2月29日）
- 中居正広のミになる図書館（テレビ朝日、2016年3月15日）
- ウチくる（フジテレビ、2016年3月20日）
- オールスター感謝祭2016春（TBS、2016年4月9日）
- 最近の若いもんは…イン・ザ・ワールド（テレビ朝日、2016年5月1日）
- クイズ!ハジスター（フジテレビ、2016年6月18日）
- ポケモンの家あつまる?（テレビ東京、2016年6月19日・8月28日・10月9日・12月18日・25日・2017年1月29日・2月5日・3月19日・4月1日・6月25日）
- 最強エンターテイナーGameLive「今」一番、楽しいやつは誰だ!?（テレビ東京、2016年6月19日）
- 日本人の3割しか知らないこと くりぃむしちゅーのハナタカ!優越館（テレビ朝日、2016年6月19日）
- どっち!?センス（CBCテレビ、6月29日）
- JOYのASOBU-TV JOYnt!（群馬テレビ、2016年6月29日・8月17日・24日・2017年6月7日・14日・2019年2月27日）
- THE MUSIC DAY（日本テレビ、2016年7月2日）
- THE カラオケ★バトル チャンピオンズカップ2016!?（テレビ東京、2016年7月15日）
- 旅ずきんちゃん（CBCテレビ、2016年7月17日・24日・9月4日・12月25日・2017年2月5日・26日・3月19日)
- 最恐映像ノンストップ（テレビ東京、2016年8月3日）
- 水曜日のダウンタウン（TBS、2016年11月2日）
- あのニュースで得する人損する人（日本テレビ、2016年12月8日・2017年1月26日）
- 僕らが知らない地球の真実～温暖化から見える問題（テレビ東京、2016年12月23日）
- ぶらり箱根めぐり一富士二鷹三茄子（テレビ神奈川、2016年12月29日）
- くりぃむ VS 林修!年越しクイズサバイバー2016（テレビ朝日、2016年12月31日）
- 得する人損する人（日本テレビ、2017年1月26日）
- せやねん!（毎日放送、2017年1月28日）
- アイドル大好き!ギュギュッとアイドル☆最強ランキング（MUSIC JAPAN TV、2017年2月5日）
- PON!（日本テレビ、2017年2月7日）
- トレンドサプリ（札幌テレビ、2017年2月11日）
- ミュージックムーブスリム（テレビ高知、2017年2月11日）
- Mujack（関西テレビ、2017年6月16日）
- ヒルナンデス（日本テレビ、2017年7月26日・8月2日）
- 特捜警察！ジャンポリス（テレビ東京、2017年10月28日・12月23日、2018年4月14日、2019年3月30日）
- ナカイの窓 スー女vsプ女子SP（日本テレビ、2017年11月1日）[14]
- おじゃる丸スペシャル アニメじゃないでおじゃる?（2017年11月3日、NHK Eテレ）
- 梅沢富美男のズバッと聞きます!（フジテレビ、2017年12月1日）
- スクール革命（日本テレビ、2018年11月4日）
- おはスタ（2018年）サンシャイン小池崎として月曜レギュラー。
- ザ・リアリティ・ショー～突然コマーシャルドラマ2～（フジテレビ、2019年4月20日）- 小峯美久 役[15]
- グサッとアカデミア（日本テレビ、2019年7月18日）
- NTV「有吉反省会」（日本テレビ、2019年7月13日）
- NTV「有吉反省会禊SP」（日本テレビ、2019年10月5日）
- ABC「そんなコト考えた事なかったクイズ!トリニクって何の肉!?」（2020年2月25日）
- 有吉ジャポン（TBS、2020年3月21日）
- カードファイト!! ヴァンガード（テレビ東京、2020年4 月4日・4月11日）
- スカッとジャパン（フジテレビ、2019年12月19日・2020年1月20日・2月17日・3月16日）
- ニッポンドリル（フジテレビ、不定期出演、番組終了）
- てれらじ あらぶんちょ！（東京ケーブルネットワーク、2020年10月より隔週レギュラー）
- 芸能人が本気で考えた!ドッキリGP（フジテレビ、2021年2月13日・5月1日・8月21日・12月4日・2022年2月19日・4月2日・2023年2月18日・6月17日・7月15日）
- 特捜9 season4 第10話（テレビ朝日、2021年6月9日）‐ ルリ / 工藤瑠李 役
- 週末はウマでしょ!（フジテレビ、2022年4月1日-2代目ウマでしょ!ガール）

### 舞台
- アリスインプロジェクト『ラスト・ホリディ ～終わらない歌～』（2012年11月20日 - 25日、てあとるらぽう） - 黒井ヨル 役
- ゴブレイシアター 『舞台版まいっちんぐマチコ先生[16]』（2013年2月11日 - 17日、池袋シアターKASSAI） - 井伊貝育代 役
- ゴブレイシアター 『cafe&restaurant キングリア』（2013年4月2日 - 7日、まほろ劇場） - 難波リカ 役
- アリスインプロジェクト『トラブルブックマーカー』（2013年6月18日 - 23日、池袋シアターKASSAI） - タエ 役
- ゴブレイシアター『ハムレット -赤いキツネとみどりのハムレット-[17]』（2013年9月10日 - 15日、池袋シアターKASSAI） - 間瀬羅助 役
- ゴブレイシアター『舞台版 まいっちんぐマチコ先生 2[18]』（2013年11月19日 - 24日、池袋シアターKASSAI） - 網走金三 役
- ゴブリン串田ミニシアター『オムニバス公演』（2013年12月24日・25日、神田K-HALL） - 高橋、さやか、店員2 役
- 愛。ちょい『特攻のマクベス』（2014年1月28日 - 2月2日、下北沢シアター711） - 飯塚つづみ役
- アリスインプロジェクト『戦国降臨ガールReBirth[19]』（2014年10月29日 - 11月3日、六行会ホール） - 真田幸 役
- タンバリンステージ『散れ桜よ、刻天ノ証ニ』（2015年4月3日 - 12日、あうるすぽっと） - 薄雲 役
- アリスインプロジェクト『新・戦国降臨ガール[20][21]』（2015年10月21日 - 25日、新宿・全労済ホール スペース・ゼロ） - 真田澪 役
- 4S企画『THRee’S』（2017年9月15日 - 24日、CBGKシブゲキ!!） - 雪梅 役
- 第20回下町ダニーローズ公演 立川志らくプレゼンツ「人形島同窓会」（2018年6月7日 - 17日、下北沢小劇場）
- 第21回下町ダニーローズ公演 立川志らくプレゼンツ「不幸の正義の味方」（2019年5月29日 - 6月9日、サンモールスタジオ）

### Vシネマ
- まいっちんぐマチコ先生 〜肝試しでまいっちんぐ〜（ダウンロード販売中、DVD-2013年12月13日発売、ZENピクチャーズ） - 網走金三 役

### インターネット放送

#### レギュラー
- Abema wave サタデーナイト（AbemaTV、毎週土曜日放送、2016年7月23日 - 2017年7月1日）
- IDOL MOVEON!（押上 WALLOP放送局、2013年1月8日 - 2013年6月18日）
- 小池と稽古。（毎月第2・第4金曜日放送、2013年7月12日 - 2014年8月8日まで秋葉原 神Tower、2014年8月22日 - アイ・カフェAKIBA PLACE店にて生放送）
- 小池さんと一緒。（押上 WALLOP放送局、毎月第1木曜日放送、2013年8月1日 - 2014年5月1日）
- 小池と小竹さんのFF14（不定期、#1：2014年11月29日、#2：12月5日、#3：12月14日、#4：2015年3月14日）
- ぶるぺん（GYAO!）
- さきどりBose（2016年12月 - 、GYAO!）[22]
- KEIRINで100万円を賭けたいオンナたち（2020年9月11日 ‐ 10月9日、ABEMA）[23]

#### ゲスト出演
- GOOD TIME（＠TV、2012年12月8日）
- ナツアキサンデーサプリ（押上WALLOP放送局、2012年12月9日）
- PUSH UP イブニング火曜（押上WALLOP放送局、2012年12月18日）
- アイドル、音楽、たまに舞台（下北FM、2013年5月16日）
- アイドルNavi（秋葉原 神Tower、2013年8月14日）
- 南波一海のアイドル三十六房（タワーレコード渋谷店CUT UP STUDIO、2013年9月17日・2014年7月10日・2015年1月7日）
- アイドル情報部☆（下北FM、2014年2月13日）
- ぶるぺん（2014年3月25日）
- 櫻井りかの妖怪図鑑G（秋葉原 神Tower、2014年3月27日）
- DJ Tomoaki’s Radio Show!（下北ＦＭ、2014年4月10日、6月5日）
- 新生FFXIV 1周年14時間生放送（YouTube・ニコニコ生放送・Twitch、2014年8月23日）
- 「ファイナルファンタジー14チャンネル #0.5」（ニコニコ生放送、2014年9月27日）
- 「発売直前!PlayStation4専用ソフトウェア『DRIVECLUB』公式生放送」（ニコニコ生放送、2014年10月7日）
- 「ファイナルファンタジー14チャンネル #1」（ニコニコ生放送、2014年11月7日）
- 「ファイナルファンタジー14チャンネル #2」（ニコニコ生放送、2014年11月25日）
- 「ファイナルファンタジー14チャンネル #3」（ニコニコ生放送、2014年12月22日）
- 「ニコラジ月曜日」（ニコニコ生放送、2015年1月19日）
- 「ファイナルファンタジー14チャンネル #4」（ニコニコ生放送、2015年1月25日）
- 「ファイナルファンタジーXIV: 新生エオルゼア 実況ストリート@闘会議2015」（ニコニコ生放送、2015年2月1日）
- 「ファイナルファンタジー14チャンネル #5」（ニコニコ生放送、2015年2月27日）
- 「ファイナルファンタジー14チャンネル #6」（ニコニコ生放送、2015年3月29日）
- 学園エオルゼア（ニコニコ生放送、不定期、#1：2016年8月21日）
- ライムスター宇多丸の水曜The NIGHT（AbemaTV、2017年2月9日）

### ラジオ

#### レギュラー
- 小池美由/ジョニーのスイーツオンウェイブ（市原FM放送、2013年）
- レコメン! ケータイDJ火曜日担当（文化放送、2015年3月31日 - 2017年3月27日）
- レコメン! 24時代火曜日Wパーソナリティ（文化放送、2017年4月4日 - 2019年3月27日）
- ラジカントロプスNEXT 小池美由 小池のラジオ（アール・エフ・ラジオ日本、2015年11月担当）

#### ゲスト出演
- 森本亜美のマインドスケッチ（FMチャオ、2013年4月28日・5月5日）
- 発信しちゃお!（レインボータウンエフエム放送、2013年7月28日）
- 宇野常寛のオールナイトニッポン0(ZERO)（ニッポン放送、2014年3月7日）
- ミューコミ+プラス（ニッポン放送、2014年4月23日）
- YOKOHAMA RADIO APARTMENT 「BAY DREAM」（FMヨコハマ、2014年5月14日）
- The Nutty Radio Show おに魂（FM NACK5、2014年6月9日・2017年2月9日）
- 激闘!麻布台スタジアム（アール・エフ・ラジオ日本、2014年6月10日）
- face（JFN系列、2014年6月18日）
- キラメキ ミュージック スター「キラスタ」（FM NACK5、2014年6月18日）
- 駒田徳広のミュージックブルペン（IBC岩手放送福井放送 他、2014年6月17日・21日）
- ミュ〜コミ+プラス（ニッポン放送、2014年7月1日）
- 小柳ゆき I'm Fun Area（FM-FUJI、2014年7月4日）
- HAJI ROCK（FM-FUJI、2014年7月7日）
- RADIPEDIA（J-WAVE、2014年7月30日）
- アニメ探偵団3（高知放送、2014年8月6日 / 和歌山放送、2014年8月10日）
- ヒャダインの"ガルポプ!"（NHK-FM、2014年8月22日）
- うたバッカ（MBSラジオ、2014年9月11日）
- Girls Go Go-小野紗也香のLike Your Smile(レインボータウンFM、2014年12月14日）
- キラメキミュージックスター「キラスタ」（FM NACK5、2014年12月17日）
- だって好きなんだもん！（KBS京都ラジオ、2014年12月20日）
- SLASH&BURN（FM-FUJI、2014年12月25日）
- 「吉田尚記のオールナイトニッポンGOLD ゆくアイドル・くるアイドル、ガールズカウントダウン！」（ニッポン放送、2014年12月31日）
- HITS!THE TOWN（FM NACK5、2015年1月3日）
- ミュージックコンボイ～サタデースペシャル～（FM PORT、2015年1月3日）
- リッスン？～Live4Life～（文化放送、2015年1月6日）
- ON8+1 アイドル山（bayfm、2015年1月7日）
- Tresen+（FMヨコハマ、2015年1月8日）
- FRIDAY GOES ON! 〜あっ、それいただきっ!〜（JFN、2015年1月9日・2017年2月10日）
- ラジオのアナ（FM NACK5、2015年1月12日）
- charge!（FM滋賀、2015年1月13日・2017年2月8日）
- 木村三恵のアイドルパラダイス（ラジオ関西、2015年1月14日）
- M10+（KBS京都ラジオ、2015年1月18日）
- 小柳ゆき I'm Fun Area（FM-FUJI、2015年1月23日）
- 60TRY部（ラジオ日本、2015年2月3日）
- SCHOOL NINE（JFN系列、2015年2月5日）
- 下埜正太のショータイムレディオ（ABCラジオ、2017年1月27日）
- ガブリナ（KBCラジオ、2017年1月30日）
- ラジ★ゴン（FM福岡、2017年1月30日）
- music×serendipity（LOVE FM、2017年1月30日）
- KBC長浜横丁居酒屋 清子（KBCラジオ、2017年1月30日）
- GIRLS♥GIRLS♥GIRLS（エフエム富士、2017年2月2日）
- OH! MY MORNING!（Radio NEO、2017年2月3日）
- muse beat（エフエム愛知、2017年2月3日）
- きくち教児の楽気!DAY（東海ラジオ放送、2017年2月3日）
- ナガオカ×スクランブル（CBCラジオ、2017年2月3日）
- 劇団サンバカーニバル（エフエム富士、2017年2月11日）
- レコ☆オン（エフエム大阪、2017年2月11日）
- SCK（ZIP-FM、2017年2月11日）
- Fun（エフエムキャッチ、2017年2月12日）
- よしもとRadio バリカタ!!（RKBラジオ、2017年2月14日）

### CM
- クリエイト「ジョブターミナル」「バイトジャングル」（ラジオCM・テレビCM）
- 「龍が如く7」（WEB）

### 雑誌
- BUBKA（2013年9月号、インタビュー掲載）
- LIVEアイドル図鑑（2013年11月19日、紹介記事掲載）
- スポーツニッポン（2013年12月25日、紹介記事掲載）
- チャンピオンRED（2014年2月号、インタビュー掲載）
- street Jack（2014年4月号、紹介記事掲載）
- TRASH-UP!! Vol.17（2014年2月25日、グラビア・インタビュー掲載）
- ROLa（2014年5月号、濱野智史のコラム内で紹介）
- 文化時評アーカイブス 2013-2014（2014年4月3日、表紙・グラビア・インタビュー掲載）
- EX大衆（2014年4月15日、巻頭カラーインタビュー掲載）
- BOMB（2014年7月号、インタビュー掲載）
- SPA!（2014年6月10日、インタビュー掲載）
- アイキュン! Vol.6（2014年6月19日、インタビュー掲載）
- 週刊プレイボーイ（2014年6月23日、グラビア・インタビュー掲載）
- B.L.T.（2014年6月24日、インタビュー掲載）
- 月刊エンタメ（2014年6月30日、インタビュー掲載・2014年7月30日 - 2015年7月30日「小池辞林」連載）
- BUBKA（2014年6月30日、編集部訪問時の写真掲載）
- Cool-up Girls Vol.3（2014年8月25日、グラビア・インタビュー掲載）
- CDジャーナル 2014年11月号（2014年11月20日、Lyrical school 大部彩夏との対談掲載）
- CDジャーナル 2015年2月号（2015年1月20日、インタビュー掲載）
- Cool-up Girls Vol.5（2015年1月27日、インタビュー掲載）
- ドカント 2015年4月号（2015年3月16日、インタビュー掲載）
- OVERTURE No.002（2015年3月18日、ファッションチェック掲載）
- Top Yell 2015年5月号（2015年4月6日、吉川友との対談掲載）
- CDジャーナル 2015年8月号（2015年7月18日、インタビュー掲載）

### ゲーム
- 逆転オセロニア（2016年、ドュルジ）
- メギド72（2017年、エイル[24]）

### テレビアニメ
- カードファイト!! ヴァンガード（2019年、風伯童子 ハヤテ）